# Carlos González (nadador)
Carlos González (10 de diciembre de 1955) es un exnadador panameño. Que compitió en dos eventos en los Juegos Olímpicos de 1976.

## Biografía
González compitió en los  Juegos Olímpicos de Montreal 1976 en los 100 metros mariposa quedando en la posición treinta y nueve en la ronda preliminar con 1:00.97 minutos, y en los 200 metros mariposa quedando en la posición treinta y ocho en la ronda preliminar con 2:20.92 minutos.